# Merritt Mathias
Merritt Elizabeth Mathias (Birmingham, Alabama, Estados Unidos; 2 de julio de 1990) es una futbolista estadounidense que juega de mediocampista para el North Carolina Courage de la National Women's Soccer League (NWSL) de Estados Unidos.

## Estadísticas

### Clubes
| Club                   | País           | Año             |
| ---------------------- | -------------- | --------------- |
| New York Fury          | Estados Unidos | 2012            |
| FC Kansas City         | Estados Unidos | 2013 - 2014     |
| Seattle Reign FC       | Estados Unidos | 2015 - 2017     |
| North Carolina Courage | Estados Unidos | 2018 - presente |

## Palmarés

### Títulos nacionales
| Título                         | Club                   | País           | Año  |
| ------------------------------ | ---------------------- | -------------- | ---- |
| National Women's Soccer League | FC Kansas City         | Estados Unidos | 2014 |
| National Women's Soccer League | North Carolina Courage | Estados Unidos | 2018 |
| National Women's Soccer League | North Carolina Courage | Estados Unidos | 2019 |

### Títulos internacionales
| Título             | Club           | País           | Año  |
| ------------------ | -------------- | -------------- | ---- |
| Torneo de Naciones | Estados Unidos | Estados Unidos | 2018 |